# Peprilus medius
El chiri (Peprilus medius), también conocido como palometa cometrapo o palometa del Pacífico, es un pez marino de la familia de los estromateidos, distribuido por la costa americana del océano Pacífico, desde San Diego (California, Estados Unidos) hasta Pisco (Perú), e incluso probablemente alcanza el norte de Chile.
Otros nombres vernáculos para esta especie son en Colombia: Palometa, Pámpano o Trancanil; en Costa Rica: Salema o Zulema; en Ecuador: Gallinazo o Pámpano; en México: Palometa; en Panamá: Pajarita, Pajarita del Golfo o Pámpano; y en Perú: Camiseta, Campanito, Cometrapo, Palometa, Pampanito o Lomo blanco.

## Descripción
Es un pez perciforme, con cuerpo de perfil oval, casi romboidal y por ello relativamente alto, de hasta 33 cm de longitud. La proporción longitud-altura es 1,6-2,1 en su desarrollo estándar. Es poco escamoso, de color blanco a plateado y brillante. La talla mínima permitida para capturas en Perú es de 23 cm (con ±20 % de tolerancia en juveniles). Sus aletas son largas y muy falciformes, especialmente la anal. La aleta caudal es muy bifurcada. Carece de aletas pélvicas. Su fórmula de las aletas es: D III/42-48, A II/38-46, P 22-23, con 23-27 branquiespinas en el primer arco. El diámetro de su ojo es mayor que la longitud de su morro.

## Hábitat y biología
De vida bentopelágica costera en aguas cálidas (tropicales, subtropicales y templadas) y sobre suelos blandos (fango, arena, grava, playa, estero y manglar). Forma cardúmenes en el rango de profundidades 10-40 m. En la región de Tumbes suele asociarse al pámpano Trachinotus paitensis y a la sierra Scomberomorus sierra. Los juveniles se asocian más con medusas pelágicas.
Se alimenta de plancton e invertebrados. La dieta consiste en celenterados de cuerpo blando y crustáceos pelágicos. Un estudio en Tumbes dio como resultado una alimentación principalmente a base de estomatópodos y eufausiáceos. Su nivel trófico es 3,97. El chiri sirve a su vez como alimento a numerosas especies de importancia pesquera.
Su máxima actividad reproductiva tiene lugar en verano. En concreto en febrero en el hemisferio sur. La reproducción es externa. Los huevos y los alevines son pelágicos y no son cuidados por los progenitores. Alcanzan la madurez sexual con una talla de unos 21,5 cm.

## Importancia como recurso
Sus poblaciones —y por tanto sus desembarques— parecen estar sometidas a ciclos, llegando a enrarecerse mucho como consecuencia del fenómeno El Niño y siendo abundante en otros períodos. En el período 1996-2008 en Tumbes hubo mínimos con capturas insignificantes en 1997 y 1998 y máximos de 3500 toneladas en 2005. Su carne es blanca, proporcionalmente abundante y de muy buena calidad. Tiene una estructura ósea que permite separar la carne de las espinas con facilidad.